# Kunst im öffentlichen Raum in Hamburg-Lohbrügge
Diese Liste von Kunst im öffentlichen Raum in Hamburg-Lohbrügge enthält dauerhaft aufgestellte Kunstwerke auf dem Gebiet des Stadtteils Lohbrügge der Freien und Hansestadt Hamburg, die sich im öffentlichen Raum befinden und von anerkannten Künstlern und Künstlerinnen geschaffen wurden. Viele dieser Kunstwerke sind durch das Programm Kunst am Bau (und dessen Folgeprogramme) gefördert oder mit öffentlichen Geldern angekauft worden, dies ist aber keine Voraussetzung für die Aufnahme. Ebenso mögen einige dieser Kunstwerke als Kulturdenkmal geschützt sein, aber auch das ist keine Voraussetzung für die Aufnahme in diese Liste.
Bauschmuck ist im Normalfall im Artikel über das Bauwerk darzustellen, und gehört nicht in diese Liste. Streetart kann Aufnahme in die Liste finden, wenn es zu dem konkreten Kunstwerk eine ausführliche Rezeption in der Kunstwissenschaft gibt und ein enzyklopädischer Artikel über die Streetart-Künstler oder -Künstlerin existiert oder vorstellbar wäre. Denkmäler, die an eine Person oder ein Ereignis erinnern, können in die Liste aufgenommen werden, wenn sie ob ihrer zumeist plastischen Gestaltung als Kunstwerk gelten können. Bei reinen Gedenktafeln ist das normalerweise nicht der Fall.
Basis der Zusammenstellung sind Datensätze der Hamburger Kulturbehörde von 2012 und 2018, eine Veröffentlichung der SAGA GWG von 2008, und verschiedene Veröffentlichungen von Kunsthistorikern zum Thema. Eine abschließende Liste von Literatur kann es nicht geben, jedoch ist für jeden Eintrag in die Liste ein konkreter Verweis auf eine amtliche Liste oder anerkannte Sekundärliteratur erforderlich.
Gestohlene oder zerstörte Kunstwerke, die ehemals in Hamburg-Lohbrügge aufgestellt waren, sind in einer separaten Liste aufgeführt.

## Legende
- Lage: Nennt die nächstgelegene Straße und, wenn vorhanden und sinnvoll, das nächstgelegene Bauwerk (mit Hausnummer) oder das umgebende Gebiet (z. B. einen Park) und gibt nötigenfalls Hinweise zur genauen Lage. Darunter werden - wenn vorhanden - auch die Geo-Koordinaten und das Wikidata-Logo als Verweis auf das Wikidata-Objekt angegeben. Die Spalte ist nach der Adresse sortierbar.
- Künstler/in: Name des Künstlers oder der Künstlerin, die das Kunstwerk geschaffen haben, verlinkt mit dem Wikipedia-Artikel zur Person. Die Spalte ist nach dem Nachnamen sortierbar.
- Beschreibung: Kurzbeschreibung des Werks, immer zuerst: Werktitel (kursiv), dann möglichst Material, Stil, Größe, Dargestelltes, Art der Förderung
- Jahr: Jahr der Fertigstellung des Kunstwerkes, wenn unbekannt dann das Jahr der Aufstellung. Hier kann nur ein einziges Jahr angegeben werden, kein Zeitraum. Weitere zeitliche Details zur Schaffung des Kunstwerkes (von–bis) können in der Beschreibung angegeben werden.
- Quelle: Kulturbehörde, SAGA, Literatur, jeweils mit Fußnote. Diese Angabe ist für eine Aufnahme in die Liste verpflichtend.
- Bild: Bild des Kunstwerks, mit Link auf Commons-Kategorie wenn vorhanden

Hinweis: Die Grundsortierung der Liste erfolgt nach der Adresse. Die Liste ist alternativ nach Künstler, Werktitel, Datierung oder Quelle sortierbar.

## Liste
| Lage | Künstler                         | Beschreibung | Jahr      | Quelle                             | Bild |  |
| --- | -------------------------------- | --- | --------- | ---------------------------------- | --- |  |
| Alte Holstenstraße 46 Bahnüberführung rechts / Herzog-Carl-Friedrich-Platz (Lage)                                                                                              | Klaus Noculak                    | o.T. (Eisenobjekt / Poller?) evtl. ex-SAGA, sonst Zugang unklar | 1981      | Kulturbehörde                      | |  |
| An den Dünen 1 Hinterhof (Lage) | Klaus Bösselmann                 | Pflanzgerüst SAGA | 1990      | Kulturbehörde                      | Bild gesucht Die Wikipedia wünscht sich an dieser Stelle ein Bild vom Ort mit diesen Koordinaten 53.494247 10.193182 . Motiv: An den Dünen 1 Falls du dabei helfen möchtest, erklärt die Anleitung , wie das geht. BW           |  |
| An den Dünen 6 (Lage) | Johannes Ufer                    | Vier Keramik-Bilder GWG? | 1984      | Kulturbehörde                      | |  |
| Bergedorfer Straße 10 Berufsgenossenschaftliches Unfallkrankenhaus Boberg (Lage)                                                                                               | unbekannt                        | Männer negativ-positiv | 1990      | Kulturbehörde                      | Bild gesucht Die Wikipedia wünscht sich an dieser Stelle ein Bild vom Ort mit diesen Koordinaten 53.506934 10.176498 . Motiv: Bergedorfer Straße 10 Falls du dabei helfen möchtest, erklärt die Anleitung , wie das geht. BW    |  |
| Bergedorfer Straße 10 Berufsgenossenschaftliches Unfallkrankenhaus Boberg, wo?? (Lage)                                                                                         | Johannes Grützke                 | Aus der Geschichte der Unfallchirurgie Themen: Unfallquellen, Behandlung der Unfälle, die Diskussion und Betrachtung der Fälle unter Kollegen, die Verwaltung und versicherungstechnische Bearbeitung, vermutlich Direktauftrag | 1999      | Kulturbehörde                      | Bild gesucht Die Wikipedia wünscht sich an dieser Stelle ein Bild vom Ort mit diesen Koordinaten 53.506585 10.177406 . Motiv: Bergedorfer Straße 10 Falls du dabei helfen möchtest, erklärt die Anleitung , wie das geht. BW    |  |
| Bergedorfer Straße 52 Innenhof (Lage) | Fritz Fleer                      | Colombe mit Taube Bronzekein Spielplatz, sondern eine Bank im Innenhof | 1959      | Zabel S. 80 Nr. 724                | |  |
| Binnenfeldredder 5 Gymnasium Lohbrügge, Doppelturnhalle, Außenwand Richtung Parkplatz (Lage)                                                                                   | Hans-Jürgen Kleinhammes          | ohne Titel (dreiteilige Wandgestaltung) KaB | 1976      | Kulturbehörde                      | |  |
| Binnenfeldredder 5 Gymnasium Lohbrügge, Eingang der Schule (Lage) | Doris Waschk-Balz                | Reliefsäule KaB | 1974      | Kulturbehörde                      | |  |
| Binnenfeldredder 7 Stadtteilschule Lohbrügge, Außengelände (Lage) | Diverse (Schüler?)               | ca. 4-5 Graffiti-Bilder zu div. „SAGA Streetball Cups“, SAGA | 1980?     | Kulturbehörde                      | Bild gesucht Die Wikipedia wünscht sich an dieser Stelle ein Bild vom Ort mit diesen Koordinaten 53.50522 10.20615 . Motiv: Binnenfeldredder 7 Falls du dabei helfen möchtest, erklärt die Anleitung , wie das geht. BW         |  |
| Binnenfeldredder 7 Stadtteilschule Lohbrügge, Zylinder im Eingangsbereich (Lage)                                                                                               | Jochen Twelker                   | Turm Direktauftrag Schule | 1997      | Kulturbehörde                      | |  |
| Bornbrook 15 Kita Wackelzahn, am Eingangsweg (Lage) | Ulrich Beier                     | Brillenschlange Stein, KaB, nicht in KB-Listen | 1970      | Kulturbehörde, Zabel S. 80 Nr. 728 | Bild gesucht Die Wikipedia wünscht sich an dieser Stelle ein Bild vom Ort mit diesen Koordinaten 53.506345 10.195406 . Motiv: Bornbrook 15 Falls du dabei helfen möchtest, erklärt die Anleitung , wie das geht. BW             |  |
| Bornbrook/Schulenburgring 4 Gymnasium Bornbrook, Pausenhalle (Lage) | Armin Sandig                     | Wandgestaltung KaB | 1974      | Kulturbehörde                      | Bild gesucht Die Wikipedia wünscht sich an dieser Stelle ein Bild vom Ort mit diesen Koordinaten 53.50758 10.1946 . Motiv: Bornbrook/Schulenburgring 4 Falls du dabei helfen möchtest, erklärt die Anleitung , wie das geht. BW |  |
| Brüdtweg 21 (Lage) | Matthies                         | Brunnen Leichtmetall | 1977      | Zabel S. 80 Nr. 729                | Bild gesucht Die Wikipedia wünscht sich an dieser Stelle ein Bild vom Ort mit diesen Koordinaten 53.49299 10.20361 . Motiv: Brüdtweg 21 Falls du dabei helfen möchtest, erklärt die Anleitung , wie das geht. BW                |  |
| Grandkoppelstieg 2 (Lage) | Kurt Bauer                       | Reiher Bronze | 1958      | Zabel S. 80 Nr. 730                | Bild gesucht Die Wikipedia wünscht sich an dieser Stelle ein Bild vom Ort mit diesen Koordinaten 53.50547 10.18974 . Motiv: Grandkoppelstieg 2 Falls du dabei helfen möchtest, erklärt die Anleitung , wie das geht. BW         |  |
| Grünes Zentrum Lohbrügge bei Kinderspiel- und Senioren-Gymnastikplatz (Lage)                                                                                                   | Arthur Boltze                    | Ringformation Edelstahl, Bezirks-Erwerb? |           | Kulturbehörde                      | weitere Bilder |  |
| Kirschgarten 2 (Lage) | Robert Müller-Warnke             | Mutter und Kind Bronze | 1960      | Zabel S. 80 Nr. 731                | weitere Bilder |  |
| Korachstraße 37 (Lage) | Robert Müller-Warnke             | Stelzenläufer Bronze | 1965      | Zabel S. 80 Nr. 736                | weitere Bilder |  |
| Korachstraße 38 (Lage) | Martin Irwahn                    | Fohlen BronzeHausnummer ist 38 | 1960      | Zabel S. 80 Nr. 732                | weitere Bilder |  |
| Korachstraße 10a (Lage) | Robert Müller-Warnke             | Bauarbeiter Bronze | 1965      | Zabel S. 80 Nr. 734                | weitere Bilder |  |
| Korachstraße 3–5 Spielplatz (Lage) | Johannes Ufer                    | Tanzendes Paar Bronze, SAGA-GWG | 1968      | Kulturbehörde, Zabel S. 80 Nr. 733 | weitere Bilder |  |
| Ladenbeker Furtweg 14 (Lage) | Martin Irwahn                    | Lesender Knabe Bronze | 1966      | Zabel S. 80 Nr. 737                | Bild gesucht Die Wikipedia wünscht sich an dieser Stelle ein Bild vom Ort mit diesen Koordinaten 53.50277 10.18888 . Motiv: Ladenbeker Furtweg 14 Falls du dabei helfen möchtest, erklärt die Anleitung , wie das geht. BW      |  |
| Ladenbeker Furtweg/Brücke (Lage) | Ernst Hanssen                    | Wegweiser „Billwerder“ vermutlich Direktauftrag (Abt. Brückenbau?) | 1955      | Kulturbehörde, Zabel S. 80 Nr. 738 | |  |
| Ladenbeker Weg 22 (Lage) | Martin Irwahn                    | Drei Kraniche Bronze | 1971      | Zabel S. 80 Nr. 739                | |  |
| Leuschnerstraße 13 vor Eingang Grundschule Leuschnerstraße, Richtung Wiese Lohbrügger Landstraße/LOLA (Lage)                                                                   | Oliver Hertel                    | Heitere Baumseelen auf Hügel stehend vermutlich Bezirks-Auftrag oder Leihgabe? | 1990?     | Kulturbehörde                      | Bild gesucht Die Wikipedia wünscht sich an dieser Stelle ein Bild vom Ort mit diesen Koordinaten 53.495909 10.205702 . Motiv: Leuschnerstraße 13 Falls du dabei helfen möchtest, erklärt die Anleitung , wie das geht. BW       |  |
| Leuschnerstraße 83 (Lage) | Maren Lipp                       | Mensch und Tier Bronze | 1983      | Zabel S. 80 Nr. 740                | weitere Bilder |  |
| Leuschnerstraße 91 Johann Heinrich von Thünen-Institut, Bundesforschungsinstitut für ländl. Raum, Wald, Fischerei, Zentrum Holzwirtschaft, Eingangsbereich Hauptgebäude (Lage) | Klaus Frank und Werner Schröder  | Wandgestaltung (Holzintarsien) KaB | 1976      | Kulturbehörde                      | Bild gesucht Die Wikipedia wünscht sich an dieser Stelle ein Bild vom Ort mit diesen Koordinaten 53.50482 10.20169 . Motiv: Leuschnerstraße 91 Falls du dabei helfen möchtest, erklärt die Anleitung , wie das geht. BW         |  |
| Leuschnerstraße 95 Seniorenheim/Betreutes Wohnen in der Poensgenstiftung, Parkplatz (Lage)                                                                                     | Max Schegulla                    | Lebensbaum vermutlich Direktauftrag Heim | 1992      | Kulturbehörde                      | weitere Bilder |  |
| Lohbrügger Kirchstraße Park ehemaliger Friedhof Lohbrügge (Lage) | Carl Maria Geiling               | Kriegerdenkmal Bronze | 1927      | Zabel S. 82 Nr. 741                | weitere Bilder |  |
| Lohbrügger Kirchstraße Park ehemaliger Friedhof Lohbrügge (Lage) | János Enyedi                     | Storchengruppe Bezirks-Erwerb? | 1999      | Kulturbehörde                      | weitere Bilder |  |
| Lohbrügger Landstraße 8 LOLA Stadtteilkultur- und Kommunikationszentrum (Lage)                                                                                                 | Manfred Roth                     | Prelude auf Zeit Auftrag Hansemerkur für Dammtor-Baustelle, dann nach Lohbrügge verbracht | 1991/96   | Kulturbehörde                      | weitere Bilder |  |
| Lohbrügger Landstraße 8 Wiese neben LOLA Stadtteilkultur- und Kommunikationszentrum (Lage)                                                                                     | GSL Profilkurs Klasse 10         | Lattenprojekt (Schülerportraits) Kooperationsprojekt Gesamtschule Lohbrügge (GSL) mit LOLA gefördert von Kulturbehörde und Maritim Ebelin-Stiftung                                                                              | 2009      | Kulturbehörde                      | weitere Bilder |  |
| Lohbrügger Landstraße 105a (Lage) | Robert Müller-Warnke             | Drei Gänse Bronze | 1967      | Zabel S. 82 Nr. 742                | Bild gesucht Die Wikipedia wünscht sich an dieser Stelle ein Bild vom Ort mit diesen Koordinaten 53.50182 10.19463 . Motiv: Lohbrügger Landstraße 105a Falls du dabei helfen möchtest, erklärt die Anleitung , wie das geht. BW |  |
| Lohbrügger Landstraße 107a (Lage) | Robert Müller-Warnke             | Zwei Füchse Bronze | 1967      | Zabel S. 82 Nr. 743                | |  |
| Lohbrügger Marktplatz Platzeinfahrt (Lage) | János Enyedi                     | Marktschreier Zweiteilige Arbeit, Bezirks-Erwerb, von Bürgern mitfinanziert | 1989      | Kulturbehörde                      | weitere Bilder |  |
| Ludwig-Rosenberg-Straße 39 Ecke Wilhelm-Berger-Straße (Lage) | Robert Müller-Warnke             | Eisengießer Direktauftrag von Baugenossenschaft zur Erinnerung an Eisenwerk und Gründung Baugenossenschaft, bürgerliche Denkmalkultur                                                                                           | 1983      | Kulturbehörde, Zabel S. 82 Nr. 744 | weitere Bilder |  |
| Max-Eichholz-Ring 25 Grundschule Max-Eichholz-Ring, Laubengang (Lage) | Karl Kluth                       | Wachstumskräfte Stele/Mosaik, KaB | 1968      | Kulturbehörde, Zabel S. 82 Nr. 745 | Bild gesucht Die Wikipedia wünscht sich an dieser Stelle ein Bild vom Ort mit diesen Koordinaten 53.506982 10.218041 . Motiv: Max-Eichholz-Ring 25 Falls du dabei helfen möchtest, erklärt die Anleitung , wie das geht. BW     |  |
| Mendelstraße 30 Seniorenwohnanlage DRK, Außenwand (Lage) | Max Schegulla                    | Bronze-Relief (Lebensbaum?) vermutlich Direktauftrag Heim | 1975      | Kulturbehörde                      | weitere Bilder |  |
| Mendelstraße 6 Schule, Treppenhaus Kreuzbau (Lage) | unbekannt                        | Drei Wandbilder (EG, 1.OG, 2.OG) KaB, nicht in KB-Listen | 1963      | Kulturbehörde                      | Bild gesucht Die Wikipedia wünscht sich an dieser Stelle ein Bild vom Ort mit diesen Koordinaten 53.506066 10.192845 . Motiv: Mendelstraße 6 Falls du dabei helfen möchtest, erklärt die Anleitung , wie das geht. BW           |  |
| Moosberg 3 Pflegezentrum Moosberg, vor Café-Pavillon (Lage) | Klaus Kütemeier                  | Nilpferd KaB | 1968      | Kulturbehörde                      | |  |
| Otto-Schumann-Weg 4d (Lage) | Loomit, Darco, DAIM, Hesh, Vaine | Zeichen der Zeit Wandbild, SAGA | 1995      | Kulturbehörde                      | |  |
| Plettenbergstraße 2a an Gebäudewand links neben Eingang (Lage) | unbekannt                        | unbekannt Bronzeplastik eines Fuchses, der eine Gans am Hals packt. Vermutlich Ankauf im Rahmen von Kunst am Bau durch Baugenossenschaft Bergedorf-Bille zwischen 1964 und 1970.                                                |           |                                    | weitere Bilder |  |
| Richard-Linde-Weg 14 städtischer Grünbereich, Rabatte (Lage) | Michael Komorowski               | Jungfrau Zugang unklar, wirkt wie ex-Bauplastik | 1953      | Kulturbehörde, Zabel S. 82 Nr. 747 | |  |
| Richard-Linde-Weg 49 Stadtteilschule Richard Linde-Weg (ex-Schule Lohbrügge), in Gang des Flachbaus westlich des 2. Pausenhofs (Lage)                                          | Diether Kressel                  | Vier Wandbilder (Fabeltiere) KaB | 1956      | Kulturbehörde                      | Bild gesucht Die Wikipedia wünscht sich an dieser Stelle ein Bild vom Ort mit diesen Koordinaten 53.50056 10.18813 . Motiv: Richard-Linde-Weg 49 Falls du dabei helfen möchtest, erklärt die Anleitung , wie das geht. BW       |  |
| Richard-Linde-Weg 49 Stadtteilschule Richard Linde-Weg (ex-Schule Lohbrügge), 1. Pausenhof (Lage)                                                                              | Jörn Pfab                        | Lesender Knabe KaB | 1955–1957 | Kulturbehörde, Zabel S. 82 Nr. 748 | Bild gesucht Die Wikipedia wünscht sich an dieser Stelle ein Bild vom Ort mit diesen Koordinaten 53.500777 10.188311 . Motiv: Richard-Linde-Weg 49 Falls du dabei helfen möchtest, erklärt die Anleitung , wie das geht. BW     |  |
| Walter-Freitag-Straße Innenanlage Billebogen (Lage) | Klaus Noculak?                   | Brunnen (2 verschiedene an Treppenabsatz) GWG, Kunstprogramm Billebogen Lohbrügge |           | Kulturbehörde, Zabel S. 82 Nr. 751 | |  |
| Walter-Freitag-Straße / Billebogen Parkanlage nahe der Bille (Lage) | Jan Meyer-Rogge                  | Doppeltor GWG, Kunstprogramm Billebogen Lohbrügge | 1986      | Kulturbehörde                      | weitere Bilder |  |
| Walter-Freitag-Straße / Billebogen Parkanlage nahe der Bille (Lage) | Ulrich Rückriem                  | Säule Stein, GWG, Kunstprogramm Billebogen Lohbrügge | 1985      | Kulturbehörde, Zabel S. 80 Nr. 726 | weitere Bilder |  |
| Walter-Freitag-Straße / Billebogen Parkanlage nahe der Bille (Lage) | Volker Hayn                      | Rinder-Gruppe Bronze, GWG, Kunstprogramm Billebogen Lohbrügge | 1985      | Kulturbehörde, Zabel S. 80 Nr. 725 | weitere Bilder |  |
| Walter-Freitag-Straße 2–8 Spielplatz (Lage) | Klaus Noculak                    | Gießkanne GWG, Kunstprogramm Billebogen Lohbrügge | 1983      | Kulturbehörde, Zabel S. 82 Nr. 750 | weitere Bilder |  |